# Kraka Fyr
Le Kraka Fyr est le nom donné à une réplique du bateau viking exposé au musée des navires vikings de Roskilde (Danemark) sous le nom de Skuldelev 6 , probablement un petit navire de pêche reconverti au transport.

Skuldelev 6 une épave trouvée en 1962 dans le fjord de Roskilde avec quatre autres nommées Skuldelev.

Le port d'attache du Kraka Fyr est le port du musée des navires vikings de Roskilde où il a été construit en 1991.  